# Ratchet & Clank Future: Tools of Destruction
Ratchet & Clank Future: Tools of Destruction – komputerowa przygodowa gra akcji, wyprodukowana przez Insomniac Games i wydana w 2007 roku na konsolę PlayStation 3. Szósta odsłona serii Ratchet & Clank. Jest to pierwsza gra z serii wydana na konsole siódmej generacji.

## Fabuła
Historia skupia się wokół wątku ratowania galaktyki przez tytułowych bohaterów: Ratcheta – antropomorficznego futrzaka rasy Lombax oraz Clanka – robota, który podróżuje na plecach swojego towarzysza. Głównym antagonistą jest cesarz Tachyon. Gra porusza wątek pochodzenia gatunku Ratcheta, którego jest ostatnim przedstawicielem.

## Rozgrywka
Tools of Destruction to przygodowa gra akcji z perspektywy trzeciej osoby – gra nie różni się zasadniczo od innych części cyklu, zachowując wspólne elementy rozgrywki z poprzednimi produkcjami. Gracz wciela się w antropomorficznego bohatera o imieniu Ratchet. Przez większość rozgrywki Rachetowi towarzyszy robot Clank, który podróżuje na plecach towarzysza. Bohaterowie podczas rozgrywki mają zadanie zbadać planety, a każda z nich ma unikalny wygląd i strukturę budowy.
Arsenał gracza na początku rozgrywki jest niewielki; do dyspozycji jest jedynie klucz – jako broń biała, podstawowy blaster oraz granaty. Wraz z rozwojem fabuły, gracz może używać licznych niekonwencjonalnych środków bojowych, m.in. takich jak Nano-Swarmers – wystrzeliwujący małe roboty, które żądlą przeciwnika do jego śmierci czy Mag-Net Launcher – wystrzeliwujący siatkę elektryczną. Arsenał, który został oddany do dyspozycji odbiorcy może zostać rozbudowany za obwiązujący środek płatniczy w serii – śrubki. Każda broń ma system wykorzystania częstotliwości – im częściej dana broń jest używana, tym większy poziom ona osiągnie. Zastosowano też system ulepszeń uzbrojenia, których dokonuje się za kryształy.
W grze zaimplementowano elementy wykorzystujące możliwości nowego kontrolera Sony – Sixaxis – gamepad wykrywał swoje położenie w trzech trójwymiarowych osiach. Gracz podczas sekwencji latania czy rozwiązywania zagadek logicznych manipulował całym kontrolerem, aby sterować.
Poza standardową rozgrywką, Tools of Destruction zawiera minigry. Wśród nich są m.in. sekwencje taneczno-muzycznych czy kosmiczne bitwy.

## Produkcja
Gra została zapowiedziana 22 marca 2006 roku na konferencji Game Developers Conference przez założyciela studia, Teda Price’a. Podczas zapowiedzi została przedstawiona nieinteraktywna wersja demonstracyjna produkcji. Szefem zespołu pracującego nad grą był Brian Allgeier, dyrektor kreatywny studia Isomniac Games.

## Odbiór

### Oceny branżowe
Gra otrzymała pozytywne recenzje od krytyków. Według agregatora ocen Metacritic uzyskała ona łączną ocenę 89 punktów na 100 możliwych z 70 recenzji, co daje grze ranking "ogólnie przychylnych recenzji",

### Nagrody
Tools of Destruction zdobył następujące nagrody:
- Spike TV Awards: „Best PS3 Game” (wygrana), „Best Action Game”[18].
- Gaming Target: „52 Games We’ll Still Be Playing From 2007” selection[19].

### Sprzedaż
W sumie Tools of Destruction sprzedało się w ilości 2 256 000 egzemplarzy na całym świecie. Gra była sprzedawana głównie w Europie i Ameryce Północnej, gdzie sprzedano odpowiednio 1,10 miliona i 0,93 miliona egzemplarzy, co łącznie stanowiło około 80% całkowitej sprzedaży. Gra także była sprzedawana na rynku japońskim, gdzie sprzedano co najmniej 80 000 egzemplarzy.
Według VG Chartz sprzedaż Tools of Destruction plasuje grę na 41 miejscu wśród najlepiej sprzedających się tytułów na PlayStation 3. Co więcej, jest to najlepiej sprzedająca się gra z serii Ratchet & Clank na konsoli PS3 (drugą grą jest Ratchet & Clank: A Crack in Time z 1,85 milionami egzemplarzy).
W 2010 roku Tools of Destruction pojawiło się w książce 1001 Video Games You Must Play Before You Die autorstwa Tony’ego Motta, byłego redaktora naczelnego magazynu Edge.